# Parti des familles d'Allemagne
 (juin 2019).
Si vous disposez d'ouvrages ou d'articles de référence ou si vous connaissez des sites web de qualité traitant du thème abordé ici, merci de compléter l'article en donnant les références utiles à sa vérifiabilité et en les liant à la section « Notes et références ».
Le Parti des familles d'Allemagne (Familien-Partei Deutschlands), dont l'acronyme est FAMILIE (« familles »), est un parti politique allemand, fondé en 1981.

## Résultats électoraux

### Élections européennes
| Année | Voix    | %   | Mandats | Tête de liste  | Groupe       |
| ----- | ------- | --- | ------- | -------------- | ------------ |
| 1994  | 2 781   | 0,0 | 0 / 99  |                |              |
| 1999  | 4 117   | 0,0 | 0 / 99  |                |              |
| 2004  | 268 468 | 1,0 | 0 / 99  |                |              |
| 2009  | 252 121 | 1,0 | 0 / 99  | Arne Gericke   |              |
| 2014  | 202 871 | 0,7 | 1 / 96  | Arne Gericke   | CRE          |
| 2019  | 273 755 | 0,7 | 1 / 96  | Helmut Geuking | CRE puis PPE |
| 2024  | 243 975 | 0,6 | 1 / 96  | Helmut Geuking | PPE          |

## Élus
Lors des élections européennes de 2014, le seuil minimal pour obtenir un siège est abaissé à 0,5 % et permet au parti d'obtenir un député européen, Arne Gericke, qui s'inscrit dans le groupe des Conservateurs et réformistes européens.